# Nội tiết học
Nội tiết học (tiếng Anh: endocrinology) là một nhánh của sinh lý học động vật và y học. Ngành khoa học này chuyên nghiên cứu về hệ nội tiết, bao gồm cơ chế sản xuất hormone và các bệnh liên quan.
Nó cũng liên quan đến sự tích hợp các sự kiện phát triển, tăng trưởng, và sự khác biệt, và các hoạt động tâm lý hoặc hành vi của sự trao đổi chất, tăng trưởng và phát triển, chức năng mô, giấc ngủ, tiêu hóa, hô hấp, bài tiết, tâm trạng, căng thẳng, cho con bú, di chuyển, sinh sản, và nhận thức giác quan gây ra bởi kích thích tố. Các chuyên ngành bao gồm nội tiết hành vi và nội tiết học so sánh.